# Южнобачки окръг
Южнобачкият окръг (на сръбски: Јужнобачки округ или Južnobački okrug; на хърватски: Južnobački okrug; на унгарски: Dél Bácskai Körzet; на словашки: Juhobáčsky okres; на румънски: Districtul Backa de Sud; на русински: Јужнобачки окрух) е разположен в северозападната част на Сърбия, в историческата област Бачка, Автономна област Войводина.
Населението на окръга наброява 593 000 души (2002), а административен център е Нови Сад.

## Административно деление
Южнобачкият окръг е съставен от 12 общини:
- Град Нови Сад
- Община Сърбобран
- Община Бач
- Община Бечей
- Община Върбас
- Община Бачка паланка
- Община Бачки Петровац
- Община Жабал
- Община Тител
- Община Темерин
- Община Беочин
- Община Сремски Карловци

Град Нови Сад се подразделя на 2 градски общини:
- Градска община Нови Сад
- Градска община Петроварадин

## Население
Според последното преброяване на населението в Южнобачкия окръг живеят 593 000 души от следните етнически групи:
- сърби (69,06%),
- унгарци (9,28%),
- словаци (4,65%),
- черногорци (2,92%),
- югославяни (2,68%),
- хървати (2,02%),
- русини (1,25%),
- цигани (1,01%),

В 8 от общините в окръга има сръбско мнозинство: Град Нови Сад (75%), общините Сремски Карловци (76%), Тител (85%), Жабал (86%), Беочин (68%), Сърбобран (67%), Бачка паланка (78%) и Темерин (64%).
В община Бачки Петровац (на словашки: Báčsky Petrovec) има словашко мнозинство (66%), а в 3 общини най-големите етноси имат под 50%: Върбас с 48% сърби, Бач с 46% сърби, Бечей (на унгарски: Óbecse) с 49% унгарци.